# 滨江路 (广州)
滨江路位于中国广州市海珠区，因滨临珠江而得名，连接人民桥、解放大桥、海珠桥、江湾大桥、海印大桥、广州大桥等跨江桥梁，是一条呈东西走向的顺岸式次主干道。全路分西、中、东3段。西端起自白鹅潭畔，与洲咀路（环岛路）连接，至海珠桥为滨江西路；往东至江湾大桥为滨江中路；再往东延伸至广州大道南接艺洲路止为滨江东路。全长4,450米，宽30米，双向4车道。

## 历史、特色

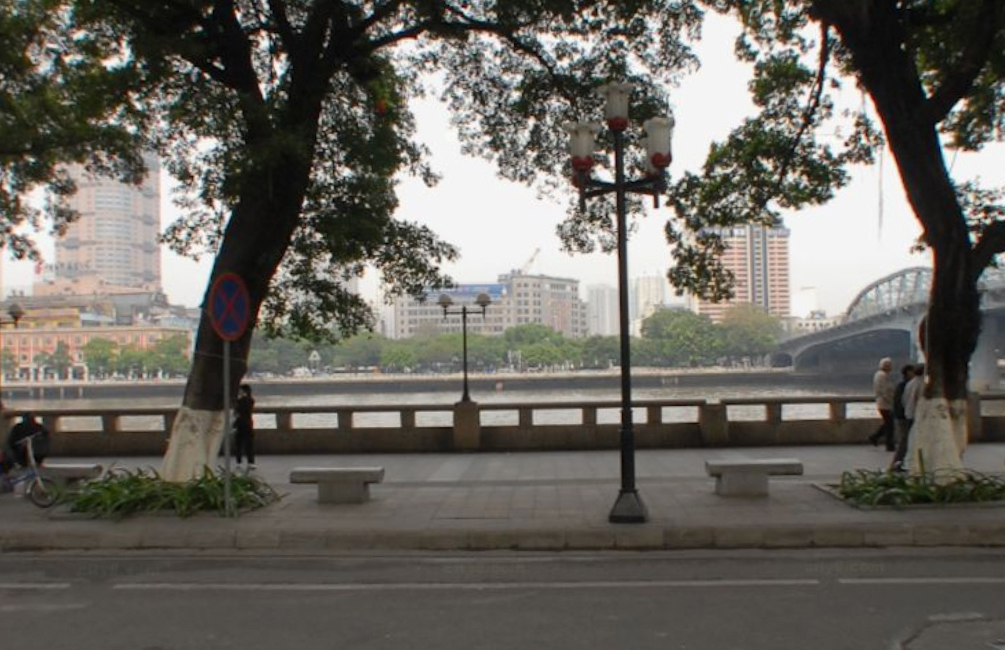
滨江西路江景
图中右方为海珠桥

河南岛北部自然岸线崎岖，自民国初年广州设市起，本路已被纳入规划，旨在修整岸线便利交通。初拟路线自内港新堤（洲头咀）至海珠桥，抗战胜利后规划大幅延长至赤岗涌口以东，与今滨江路、阅江路走行基本一致，唯迟迟未动工。1957年始沿着珠江南岸填滩筑路，因濒临珠江，故名滨江路。1964年至1965年间，从洲头咀至石涌口全长约3,800米的堤岸筑成，堤岸全用麻石砌成，并将江边至路心绿化带的路面，全部铺砌混凝土块，建成宽阔笔直的人行道。岸边则仿照珠江北岸长堤式样建起栏杆，南北对称，构成一河两岸式城市景观，成为市民休憩游览地带。2000年底，滨江路海印大桥至人民桥段进行沿线立面整饰工程，路边建筑以欧陆风格全面改造。2004年，展开滨江路延长线整治工程，拟将滨江路东延3.2千米至琶洲广州国际会议展览中心。但受到广州电视观光塔选址、施工问题耽搁，滨江路延长线建设一度中断。2007年，滨江路延长线二期建设重新动工，後成為閱江路。广州塔码头段及广州媒体港至滨江路广州大桥底段东往西方向单行路于2021年1月下旬打通，以缓解广州塔周边地区节假日车辆通行压力
目前每年的海珠区迎春花市均在洪德路至同庆路一段举行。

## 与之交汇道路
顺序由西往东排列，粗体字为主干道
- 洲咀路
- 工业大道北、人民桥
- 洪德路
- 宝岗大道
- 同庆路、解放大桥
- 江南大道北、海珠桥
- 滨江横路
- 草芳围
- 江湾路、江湾大桥
- 远安路
- 东晓路、海印大桥
- 怡海路
- 怡乐路
- 上渡路
- 翠竹路
- 红梅路
- 玉菡路
- 广州大道中、广州大桥

## 公共交通
- 广州地铁10号线濱江東路站

均在鄰近濱江路位置設有出口。